# Tytoń szlachetny
Tytoń szlachetny (Nicotiana tabacum L.) – gatunek rośliny jednorocznej z rodziny psiankowatych. Nie jest znany w stanie dzikim. Powstał prawdopodobnie w wyniku krzyżówki Nicotiana sylvestris i N. tomentosiformis. W Polsce jest uprawiany i przejściowo dziczejący (efemerofit).

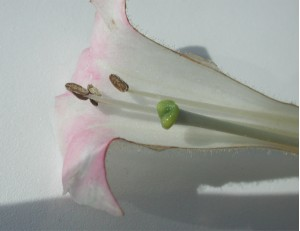
Przekrój przez kwiat tytoniu

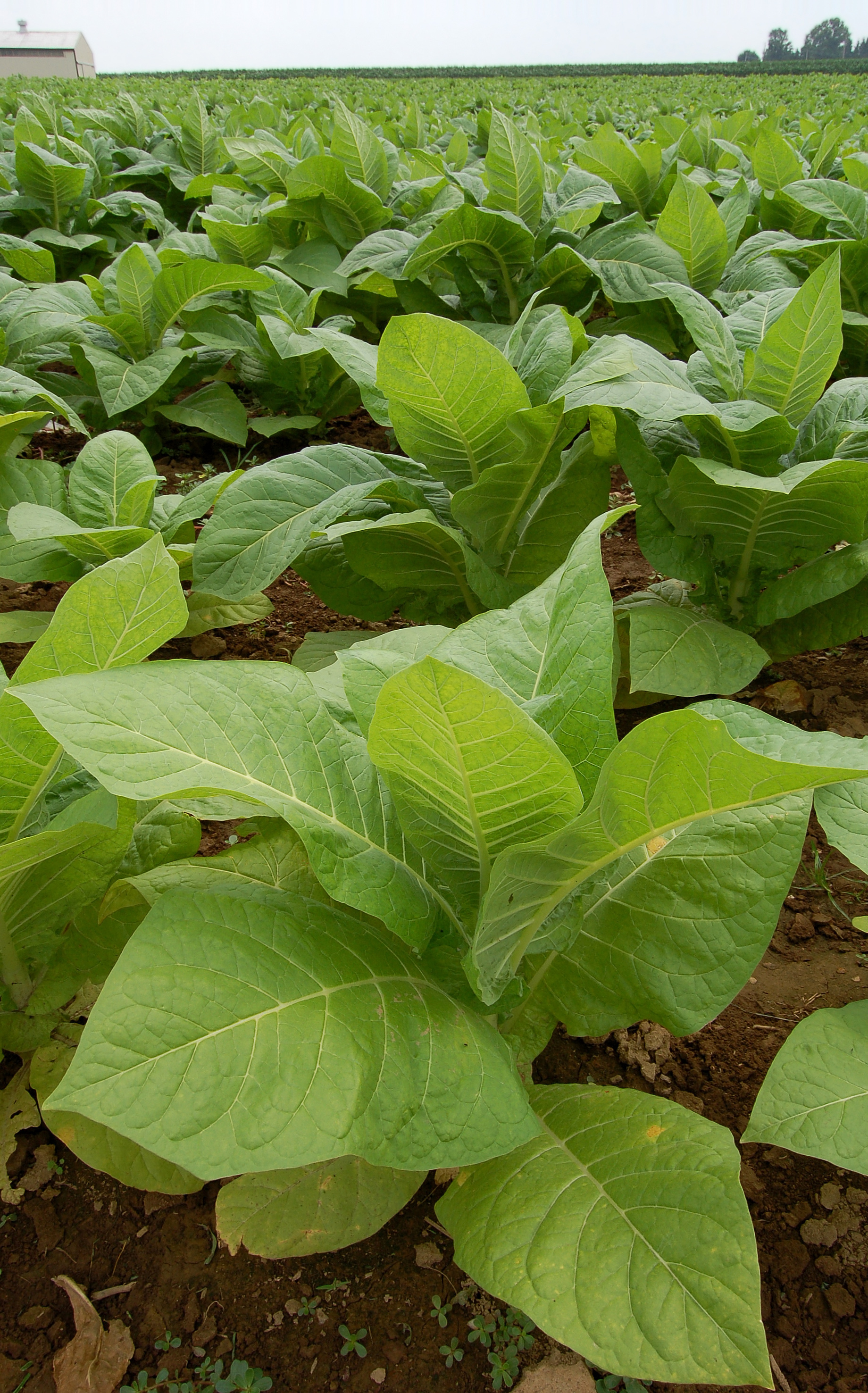
Plantacja tytoniu

## Morfologia
ŁodygaPojedyncza lub rozgałęziona, osiąga wysokość do 300 cm, pokryta włoskami. Wydziela lepką substancję.
LiścieDolne, zbiegają się przy łodydze kształtu podługowatoeliptycznego. Liście górne podługowatolancetowate.
KwiatyCzerwone, różowe, czasem białe, o wydłużonej koronie w kształcie rurki z pięcioma ostro zakończonymi płatkami o długości do 55 mm. Na szczycie rośliny tworzą wiechowate, rozpierzchłe kwiatostany. Wewnątrz korony kwiatu jeden słupek i 5 pręcików (cztery równe i jeden mniejszy).
OwocPękająca na szczycie torebka, zawierająca liczne i drobne nasiona o nerkowatym kształcie.

## Zastosowanie
- Roślina uprawna: Liście tytoniu szlachetnego są wykorzystywane w przemyśle tytoniowym, gdyż zawierają nikotynę.
  - Historia uprawy: pierwotnie tytoń rósł tylko w Ameryce i nie był znany w Europie przed odkryciami Krzysztofa Kolumba. W Ameryce powstały pierwsze wyroby tytoniowe, zaś Indianie zwijali liście tych roślin i wdychali ich dym. Choć to Kolumb pierwszy poinformował Stary Świat o tytoniu, to największe plantacje powstały w Ameryce Północnej, w posiadłościach angielskich (Wirginia). Tym, czym dla Karaibów była trzcina cukrowa, tym dla pierwszych kolonii był tytoń: źródłem zysków, motorem pierwszego przemysłu – i jednym z powodów sprowadzania niewolników z Afryki. Tytoń dla Anglii odkrył Walter Raleigh. We Francji tytoń rozpowszechnił Jean Nicot (od jego nazwiska pochodzi łacińska nazwa rodzaju). Z czasem plantacje trafiły i na inne kontynenty. Tytoń uprawiany jest również w Polsce.
  - Produkcja tytoniu. W 2004 roku zebrano 6,5 miliona ton tytoniu, którym obsiano 3928 tysięcy hektarów gruntów. Największym producentem tytoniu są Chiny (37,1% udziału w produkcji światowej), za nimi plasują się: Brazylia (14,3%), Indie (9,2%) i USA (6,1%). W Polsce zebrano około 30 tysięcy ton tego surowca (z 17 tysięcy hektarów), co stanowi w przybliżeniu 0,4% produkcji światowej. Tytoń szlachetny jest najczęściej stosowanym w przemyśle tytoniowym. Liście zawierają od 1 do 3% nikotyny. Po przeróbce (suszenie, fermentacja, krajanie) są używane do produkcji surowca, z którego wytwarza się papierosy i cygara, zaś po sproszkowaniu tabakę i snus.
- Tytoń był również od wieków stosowany przez rolników jako środek owadobójczy.
- Z nasion uzyskuje się olej.
- Kwiaty są nektarodajne i możliwe jest pozyskanie miodu tytoniowego, który jest początkowo gorzkawy, ale po krystalizacji traci goryczkę[3].

### Wyroby tytoniowe
Przeznaczone do paleniaNajbardziej pospolitym produktem tytoniowym jest papieros, stosunkowo nowy wynalazek. Inne produkty, w których wdycha się dym, to fajka (gdzie konsument musi własnoręcznie dobrać odpowiednią ilość tytoniu), cygara – analogicznie jak papieros, ale tytoń nie jest zmielony oraz cygaretka.
BezdymneTabaka, czyli sproszkowany tytoń z dodatkiem olejków zapachowych, który konsument zażywa przez wciągnięcie do nosa, aby nikotyna zawarta w sproszkowanych liściach wchłonęła się przez śluzówki jamy nosowej: podrażnienie śluzówki może spowodować reakcję w postaci kichania oraz łzawienia.
Innym rodzajem tytoniu bezdymnego jest snus.

### Wpływ na człowieka i szkodliwość wyrobów tytoniowych
Zażywanie tytoniu, który jest używką (najczęściej w postaci papierosa), jest szkodliwe dla zdrowia. Przy wysokich dawkach pojawia się uczucie lekkości, następnie zmiana percepcji, zmiana postrzegania otoczenia, światłowstręt, zmęczenie, ekstremalny brak energii, uczucie oderwania od rzeczywistości, myślotok, wymioty, biegunka. W jeszcze większych dawkach następuje zamroczenie pola widzenia i pojawiają się często halucynacje. W ekstremalnie wysokich dawkach osoba traci przytomność, dostaje drgawek i może umrzeć z powodu porażenia układu oddechowego.
Dym tytoniowy zawiera toksyczną nikotynę oraz zawiera substancje smoliste, które mogą wywołać raka. Jest również niebezpieczny dla osób, które znajdują się w pomieszczeniu, gdzie ktoś pali (tzw. „bierne palenie”). Badania dostarczyły naukowych dowodów, że bierne palenie jest przyczyną tych samych schorzeń jak w przypadku bezpośredniego palenia, między innymi raka płuc, chorób układu krążenia oraz układu oddechowego, takich jak zapalenie oskrzeli czy astma. Dane statystyczne pokazały, że niepalące osoby żyjące z partnerami, które palą w domu, są narażone o 20–30% bardziej na zachorowanie na raka płuc, natomiast dla osób narażonych na działanie dymu tytoniowego w miejscu pracy ryzyko to wzrasta o 16–19%. Osoby z astmą mogą doświadczyć ataków choroby spowodowanych przez palenie, zarówno aktywne, jak i bierne. Dym tytoniowy jest ponadto alergenem mogącym spowodować u osób mających alergię typowe objawy podrażnienia, takie jak katar, łzawiące oczy, kichanie, kaszel, przy czym znikają one z momentem, gdy osoba przestaje wdychać dym.

## Uprawa

### Wymagania glebowe
Wszystkie odmiany tytoniu wymagają gleb uprawnych o uregulowanych stosunkach wodnych. Gleby muszą być przepuszczalne i lekkie. Podmokłe i nieprzewiewne gleby nie nadają się pod uprawę tytoniu. Pod tytonie papierosowe jasne należy przeznaczyć gleby lekkie i mało urodzajne takie jak lessy, bielice oraz gleby piaszczysto-ilaste. Pod tytonie ciemne najlepsze są gleby urodzajne, zwięzłe i próchnicze takie jak: czarnoziemy, mady, lesso-bielice oraz żyźniejsze gleby bielicowe.

### Wymagania klimatyczne
Tytoń jest rośliną o dużych zdolnościach adaptacyjnych i uprawiać go można w strefie klimatycznej tropikalnej, subtropikalnej i umiarkowanej Tytoń jest rośliną ciepłolubną, więc temperatura powinna być utrzymywana w zakresie 21–27 °C i nie powinna spadać poniżej 15 °C. Z tego względu na plantacje przeznaczyć należy pola na stokach południowych. Miejsce to sprzyja intensywnemu nagrzaniu pola oraz silnemu nasłonecznieniu plantacji. Takie położenie plantacji stanowi naturalną ochronę przeciwko chorobom które rozwijają się w wilgotnym środowisku. Należy unikać sadzenia tytoniu w kotlinach i na niskich terenach sąsiadujących z rzekami i stawami ponieważ plantacje są narażone na przemarzanie i podmakanie.

### Płodozmian
Najkorzystniejszym przedplonem pod tytoń są rośliny kłosowe ponieważ nie ulegają chorobom. Dobrym przedplonem pod tytonie ciemne są rośliny okopowe (buraki) ponieważ mniej zachwaszczają pole i zostawiają je w lepszej strukturze. Rośliny motylkowe (wzbogacają glebę w azot) są również dobrym przedplonem, ale tylko pod tytoń ciemny, gdyż tytoń jasny nie lubi nadmiaru azotu w glebie. Nie należy również sadzić tytoniu co rok na tym samym miejscu ponieważ następuje wyjałowienie gleby ze składników pokarmowych.

### Sadzenie
Najkorzystniejszym okresem na sadzenie tytoniu jest przełom kwietnia i maja. Sadzenie w późniejszym terminie utrudnia przyjmowanie wody przez rośliny oraz na dojrzewanie i suszenie tytoniu. Duże szkody wyrządzają przymrozki. Im wcześniej tytoń jest wysadzany tym mniej jest podatny na choroby.

### Pielęgnacja
Korzenie tytoniu wymagają przewiewnych gleb, dlatego zaraz po zasadzeniu tytoniu trzeba regularnie spulchniać ziemię w celu jej napowietrzenia i usunięcia chwastów. Aby zaprzestać utraty wody w glebie należy stosować uprawy międzyrzędowe. Narzędziami usprawniających uprawę międzyrzędową są: glebogryzarki, obsypniki, pielniki oraz noże kątowe. Konieczne jest również obsypywanie roślin, gdyż wpływa to na lepszą zdrowotność tytoniu i ochrania rośliny przed przewróceniem przez wiatr. Należy także usuwać kwiatostany oraz boczne pędy. Usuwanie odrostów trzeba wykonać zanim osiągną one 5–10 cm. Stosowanie zabiegów agrotechnicznych w umiarkowanym stopniu wpływa na ograniczenie występowania chorób na plantacji, ale nie dają one całkowitej ochrony. Konieczne jest stosowanie specjalnych oprysków do ochrony tytoniu przeciwko różnym pasożytom i grzybom.

### Zbiór tytoniu
Liście tytoniu gotowego do zbioru odchylają się od łodygi. Powierzchnia liścia traci połysk, robi się matowa i lepka. Koniuszki liścia zaczynają żółknąć i zaczynają się skręcać. Powierzchnia blaszki liścia nabiera jasnozielonego lub seledynowego koloru. Trzeba zwracać uwagę na te charakterystyczne cechy podczas zbioru, ponieważ za szybko zebrany tytoń nie posiada pożądanych składników. Zbyt późno zebrany tytoń traci nie tylko na jakości surowca, ale także na wielkości plonu, ponieważ liście są wtedy puste i lekkie.

### Choroby i szkodniki tytoniu
Choroby i szkodniki powodują ogromne straty wskutek zmniejszenie plonów. Warunki klimatyczne mają duży wpływ na stopień nasilenia chorób, jednak plantatorzy którzy nie stosują się do podstawowych zasad ochrony tytoniu ponoszą największe straty ekonomiczne. Często tytoń atakują grzyby pasożytnicze takie jak: Mączniak rzekomy tytoniu, Brunatna sucha plamistość liści tytoniu oraz Czarna zgnilizna korzeni. Tytoń atakują także choroby wirusowe takie jak: Brązowa plamistość pomidora na tytoniu – TSWV, Brunatna nekroza nerwów liści – PVY oraz Mozaika tytoniu – TMV które niszczą przede wszystkim liście, które później nie nadają się do przetworzenia. Głównymi szkodnikami tytoniu są: wciornastek tytoniowiec, mszyca oraz rolnice. Najczęściej uszkadzają one korzenie oraz liście hamując wzrost roślin.

## Problemy w produkcji

### Praca dzieci
Międzynarodowe Biuro Pracy poinformowało, że większość dzieci pracujących w rolnictwie, uczestniczą w jednym z najbardziej niebezpiecznych rodzajów pracy. W branży tytoniowej także pracują dzieci. Wykorzystywanie dzieci jest powszechne w gospodarstwach rolnych w Argentynie, Brazylii, Chinach, Indiach, Indonezji, Malawi i Zimbabwe. Podczas gdy niektóre z tych dzieci pracują z rodzinami w małych gospodarstwach rodzinnych, inni pracują na dużych plantacjach. Pod koniec 2009 roku, wydano przez raporty londyńskiej grupy praw człowieka Plan Międzynarodowy, w których stwierdzono, że praca dzieci była powszechna w gospodarstwach tytoniowych w Malawi (producenta z 1,8% na świecie tytoniowych). Organizacja przeprowadziła wywiady z grupą 44 nastolatków, którzy pracowali w pełnym wymiarze godzin w gospodarstwach rolnych w roku 2007-8. Dziecięcy robotnicy skarżyli się na niskie płace i długie godziny, a także używanie przemocy fizycznej i seksualnej przez ich przełożonych. Większość z nich cierpi na chorobę zielonego tytoniu spowodowanego przez zatrucie nikotyną. Gdy dotykają oni mokrych liści, nikotyna z liści zostaje wchłonięta do skóry i powoduje nudności, wymioty i zawroty głowy. Poprzez bezpośredni kontakt z liśćmi tytoniu dzieci były narażone na pochłonięcie nikotyny znajdującej się w 50 papierosach. Ten poziom nikotyny u dzieci może trwale zmienić strukturę i funkcje mózgu.

### Obciążenie środowiska
Tytoń wymaga użycia dużych ilości pestycydów. Firmy tytoniowe polecają do 16 oddzielnych aplikacji pestycydów tylko w okresie sadzenia nasion w szklarniach i przesadzania młodych roślin na polu. Stosowanie pestycydów zostało spotęgowane przez chęć produkowania większych plonów w krótszym czasie, ponieważ nastąpiło zmniejszenie wartości rynkowej tytoniu. Pestycydy mogą często zaszkodzić plantatorom tytoniu, ponieważ nie są oni świadomi skutków dla zdrowia i nie znają podstawowych zasad bezpieczeństwa przy pracy z pestycydami. W połączeniu z pracą dzieci, pestycydy stanowią jeszcze większe zagrożenie. Wczesna ekspozycja na pestycydy może zwiększyć ryzyko zachorowania raka, a także negatywnie wpływa na ochronę układu nerwowego i odpornościowego.

## Producenci
Według FAO produkcja liści tytoniu (w 2010 roku) kształtuje się na poziomie powyżej 7,1 mln ton. Cały czas przodują Chiny z wynikiem ok. 42,3% światowego surowca (ok. 3 mln ton), na drugim miejscu Indie z wynikiem ok. 10% (684,4 tys. ton). Na trzecim miejscu Brazylia, później USA. Powierzchnia polskich upraw to około 1%.
| Producenci tytoniu w 2010 roku | Ilość (w tys. ton) |
| Chiny                          | 2972,5             |
| Indie                          | 685,4              |
| Brazylia                       | 584,7              |
| USA                            | 526,8              |
| Unia Europejska                | 300,9              |
| Turcja                         | 268,8              |
| Zimbabwe                       | 232,8              |
| Malawi                         | 137,9              |
| Indonezja                      | 119,6              |
| Rosja                          | 70                 |

## Uprawa tytoniu w Polsce
W Polsce najbardziej popularny jest podział tytoniu na 4 odmiany. Opiera się on głównie na cechach zewnętrznych liści oraz właściwościach technologicznych.
Wyróżnia się tytonie:
- papierosowe jasne,
- papierosowe ciemne,
- cygarowe,
- machorkę.

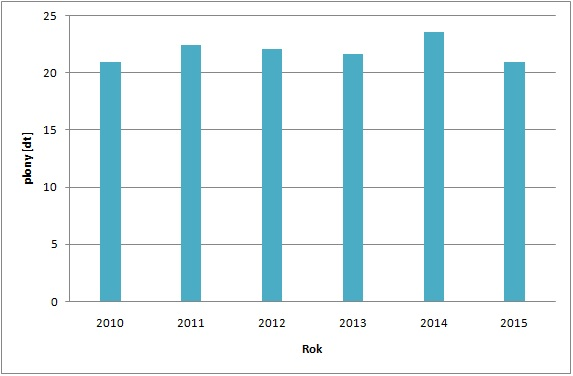
Wielkość plonów tytoniu w Polsce w latach 2010–2015 [dt

Uprawa tytoniu w Polsce przynosi korzyści dzięki wielu godzinom nasłonecznienia. Tytoń najwięcej ciepła potrzebuje w fazie dojrzewania i zbiorów, w lipcu i sierpniu. Niekorzystnie na uprawy wpływają przymrozki majowe i wrześniowe, ponieważ mogą zniszczyć rozsadę lub ostatni zbiór liści. Roślina ta w fazie intensywnego wzrostu preferuje duże opady, natomiast w fazie dojrzewania ich mniejszą ilość. Największe wymagania wodne posiada machorka. Silne wiatry uszkadzają liście, a nawet przewracają roślinę. Najmniej wymagający pod względem gleb jest tytoń papierosowy jasny.
Tytoń uprawiany jest w rejonie lubelsko-podkarpackim, świętokrzysko-małopolskim, kujawsko-pomorskim, mazurskim i dolnośląskim. Lokalizacja upraw tytoniu we wschodnich rejonach Polski związana jest z dużym nasłonecznieniem, które wynika z wpływu klimatu kontynentalnego.
W Polsce najliczniej uprawia się tytoń papierosowy jasny typu Virginia.